# 加藤泰秋
加藤 泰秋（かとう やすあき、1846年10月2日〈弘化3年8月12日〉 - 1926年〈大正15年〉6月17日）は、江戸時代後期の大名、明治時代から大正時代の華族、政治家、官僚。位階爵位は正二位子爵。伊予国大洲藩第13代（最後）の藩主、同藩初代（最後）知藩事、宮内官僚、貴族院の子爵議員などを歴任。山草研究家でもある。

## 来歴
弘化3年（1846年）、11代藩主加藤泰幹の四男として誕生した。幼名を廉之進。
元治元年（1864年）11月26日、12代藩主であった兄泰祉の死去により家督を継いだ。倹約や家臣の知行削減を行なって財政再建や軍備増強に尽力し、慶応2年（1866年）には窮民の救済を行なっている。尊王派として行動し、小御所会議では軍勢を率いて御所の警備に当たった。鳥羽・伏見の戦いでは警備する攝津西宮へ長州藩兵を隠密に上陸させ、戊辰戦争では武成隊による甲府城警備や奥羽討伐など、新政府側に与して貢献した。明治天皇の東京行幸（事実上の遷都）では行幸行列の前衛を務めた。
明治2年（1869年）6月に版籍奉還で藩知事、明治4年（1871年）7月の廃藩置県で免官となった。
1884年（明治17年）7月8日、子爵を叙爵した。1911年（明治44年）10月28日、貴族院子爵議員補欠選挙で当選し、1918年（大正7年）7月9日まで在職した。大正時代に入り、明治天皇に仕えた山岡鉄舟の後を継ぎ、大正天皇の侍従として仕えた。
1926年、81歳で死去した。法号は大義院殿明道大居士。墓所は大洲市西山根の曹渓院。

## 栄典
- 1884年（明治17年）7月8日 - 子爵[1]
- 1911年（明治44年）8月21日 - 従二位[5]
- 1915年（大正4年）4月20日 - 御紋付銀杯[6]
- 1925年（大正14年）1月14日 - 御紋付銀杯[7]

## 系譜
- 父：加藤泰幹（1813年 - 1853年）
- 母：雲林院
- 養父：加藤泰祉（1844年 - 1864年）
- 正室：福子 - 山内豊資の養女、徳大寺公純の娘
  - 次女：寿賀子(1874年 - 1947年) - 吉川重吉正室
  - 三女：愛子(1877年 - ？) - 土方久明（伯爵土方久元二男）室。20歳で嫁いだが長男土方与志出産後に夫が自殺、籍を抜いて子連れで加藤家に戻ったがその後土方家に呼び戻され久元の養女として入籍、長男与志が襲爵した[8]。
  - 次男：加藤泰通（1879年 - 1971年）
  - 三男：加藤泰俊 (1881年 - 1945年)
    - 三男妻 : 新歌子(1890年 - 1964年、毛利元敏娘)
    - 孫 : 泰安(1911年 - ？)
    - 孫 : 正次(1913年 - ？)

  - 四子：悦子(1883年 - ？) - 窪田文三室
  - 四男：西尾忠方（1884年 - 1958年） - 旧名・泰吉、西尾忠篤の養子
  - 五男：泰豐(1888年 - ？)
- 生母不明の子女
  - 長男：加藤泰治 (1871年 - 1969年)- 分家
  - 長女：直子(賢子、1872年 - 1940年) - 山内豊尹正室、のち吉川経健継々々室
- 妾 : 金子サキ
  - 六男：加藤廉之(1899年 - ？) - 加藤泰治の養子
  - 五女：秋子(1905年 - ？) - 大久保準室
  - 七男：伊達廉夫(1907年 - ？) - 亘理伊達家伊達成勲の養子

## 備考
- 1901年、神奈川県国府津に別荘を所有した。妻の福子（とみこ）が西園寺公望の姉にあたる関係で西園寺がたびたび滞在し、通称「西園寺別荘」と呼ばれた。